# Королівка (Хмільницький район)
Королі́вка — село в Україні, у Козятинській громаді Хмільницького району Вінницької області. Населення становить 39 осіб.

## Історія
Станом на 1885 рік в єврейській колонії Дубово-Махаринецької волості Бердичівського повіту Київської губернії мешкало 277 осіб, налічувалось 23 дворових господарства, існували 2 молитовних будинки, лавка, постоялий будинок, водяний і вітряний млини, крупорушка.

## Населення

### Мова
Розподіл населення за рідною мовою за даними перепису 2001 року:
| Мова       | Кількість | Відсоток |
| ---------- | --------- | -------- |
| українська | 39        | 100%     |